# The Photo-Drama of Creation
The Photo-Drama of Creation foi uma apresentação com recurso a imagens fixas e animadas, sincronizadas com gravações musicais e discursos gravados em fonógrafos, produzida pela Sociedade Torre de Vigia de Bíblias e Tratados. Começou a ser exibido em 1914 e, apenas até o final daquele ano, mais de 8.000.000 de pessoas na América do Norte, Europa e Austrália haviam assistido ao Fotodrama. O objetivo expresso do Fotodrama era "aumentar o apreço pela Bíblia e pelo propósito de Deus conforme delineado nela".

## Histórico e aspectos técnicos
Charles Taze Russell, fundador da Sociedade Torre de Vigia de Bíblias e Tratados, o meio legal usado ainda hoje pelas Testemunhas de Jeová, reconheceu que os filmes eram um excelente meio de alcançar grandes multidões. Em 1912, começou a preparar o Fotodrama da Criação. Esta tarefa resultou numa produção de oito horas de duração, incluindo dispositivos fotográficos (slides) e filmes, com cor e som. Feito para ser exibido em quatro partes, o Fotodrama levava os espectadores desde a Criação (Gênesis 1:1) , conforme relatada na Bíblia, através da história humana, até ao culminar do propósito de Deus para a Terra e a Humanidade no fim do reinado milenar de Jesus Cristo (Apocalipse 11:15), segundo a visão que os autores possuiam dos textos das Escrituras.
Em janeiro de 1914, durante a era do cinema mudo, uma assistência de 5.000 pessoas reuniu-se em um prédio situado na Rua 63 Oeste, em Nova Iorque. Muitos mais não conseguiram entrar por falta de lugar. Tratava-se da primeira exibição, em Nova Iorque, do Fotodrama da Criação. Diante da assistência havia uma enorme tela de cinema. Ao passo que as pessoas observavam — e ouviam — algo surpreendente para a época aconteceu. C. T. Russell, naquela época com pouco mais de 60 anos, apareceu na tela e os seus lábios começaram a mover-se, e as suas palavras podiam ser ouvidas:
"O Fotodrama da Criação é apresentado pela A.I.E.B., a Associação Internacional dos Estudantes da Bíblia."
Os dispositivos e o filme estavam sincronizados com discos fonográficos de discursos e de música. Já haviam sido feitas várias experiências com filmes coloridos e som, mas ainda se passariam muitos anos antes destes obterem êxito comercial. Não foi senão em 1922 que surgiu um filme de longa metragem completamente a cores. E as assistências cinematográficas em geral tiveram de esperar até 1927 para ouvir tanto o diálogo como a música combinados num filme comercial. Todavia, o Fotodrama da Criação já incluía a cor, a palavra falada e a música. Assim, pode ser descrito como um ousado empreendimento educacional muito avançado para a época, e milhões o viram gratuitamente (Mateus 10:8). Ao ser apresentado na Europa, em meio ano, mais de 1.226.000 pessoas haviam assistido à exibição em 98 cidades nas Ilhas Britânicas. Multidões na Alemanha e na Suíça superlotavam os auditórios disponíveis. Houve também grandes audiências na Escandinávia e no Pacífico Sul.
Uma fortuna para aqueles dias — cerca de 300.000 dólares americanos — foi gasta pela Sociedade na produção do Fotodrama. E, a respeito do trabalho envolvido, Russell escreveu:
"Deus bondosamente cobriu nossos olhos com um véu, com respeito à quantidade do trabalho relacionado ao Drama. Caso soubéssemos de antemão o custo em tempo, dinheiro e paciência necessários para o início, jamais o teríamos começado. Mas, nem sabíamos de antemão o grande êxito que teria o Drama."
Prepararam-se gravações musicais selecionadas e noventa e seis discursos fonográficos. Dispositivos, conhecidos por estereopticons foram feitos de quadros de arte que ilustravam a história mundial, e foi preciso fazer centenas de novos quadros e esboços. Todos os dispositivos e filmes coloridos tiveram de ser pintados à mão, parte deste trabalho sendo feito na Sala de Desenho da própria Sociedade. E isto tinha de ser feito repetidas vezes, pois prepararam-se pelo menos vinte conjuntos de quatro partes, tornando possível exibir uma parte do Fotodrama em oitenta diferentes cidades num determinado dia.
No início dos anos 20, os filmes do Fotodrama estavam quase gastos. No entanto, a Sociedade conseguiu comprar noticiários bem como filmes bíblicos, de várias empresas comerciais e, depois de revisá-los, quer por remover certas partes consideradas inapropriadas, quer por adicionar outras, conseguiu exibi-los. Desta forma, filmes inteiramente novos, entre 5.000 a 6.000 metros, foram acrescentados. Em adição a isto, os dispositivos que haviam sido exibidos também foram substituídos por novas gravuras tiradas quer do livro Criação, quer de outros livros publicados pela Sociedade Torre de Vigia ou por dispositivos obtidos no mercado público. Não havia fotografia a cores naquele tempo, mas fizeram-se esforços de retocar com cores as fotos a preto e branco.

## O Drama Eureka
Oito meses depois da estreia do Fotodrama da Criação, a Sociedade achou necessário lançar outra versão, chamada Drama Eureka. Enquanto o Fotodrama, na íntegra, continuava a ser exibido nas grandes cidades, o Eureka, embora não tivesse filmes, apresentava a mesma mensagem básica e obtinha muito êxito ao ser exibido em áreas menos densamente povoadas. Visto que esta versão era mais abreviada, a caixa dos discos fonográficos pesava apenas 14 quilos, sem contar com o fonógrafo, o que apesar de tudo a tornava mais portátil e fácil de manejar. (fonte: )

### Fotodrama da Criação
- Fotodrama da Criação (PDF em inglês)
- «Drama-Foto dari Siswa-Siswa Alkitab»
- «Film auf DVD». (mit vielen Fotos)
- «Pelayanan Pastor Russell»
- «Real Media: "Drama-Foto Penciptaan"»
- «Scanned PDF of original book version of Photo Drama of Creation» (PDF)
- «Buchversion von Photo-Drama der Schöpfung» (PDF)
- «Scénario du Photo-Drame de la Création»
- «Le Photo-Drame de la Création en intégralité». (Cliquer sur "Le Photo-drame de Russel en vidéo !" [Photo-Ddrame 18/02/2002])
- «Le Photo-Drame de la Création, en format pdf» (PDF)
- «Le Photo-Drame de la Création»